# 久保朝孝
久保 朝孝（くぼ ともたか、1950年5月 - ）は、日本の中古文学研究者。元愛知淑徳大学教授。専攻は日本中古文学。特に、紫式部『源氏物語』『紫式部日記』『紫式部集』及びその伝記。

## 来歴
宮城県仙台市に生まれる。1977年、早稲田大学教育学部国語国文学科卒業、1982年、同大学大学院文学研究科博士後期課程満期退学。同年、愛知淑徳短期大学国文学科専任講師、1987年、助教授、1992年、教授。1995年、愛知淑徳大学現代社会学部教授（文学部兼担）、1999年、文学部教授。2008年、図書館長、2009年-15年、文学研究科長。

## 著書
- 『国語融合問題徹底解説』有精堂出版（新書ジャンプ）1987年
- 『古典解釈の愉悦 平安朝文学論攷』世界思想社、2011年

### 共編著
- 『王朝の女流作家たち』樋口芳麻呂、鷹尾純、岩下紀之共著、世界思想社、1990年
- 『新講源氏物語を学ぶ人のために』高橋亨共編、世界思想社、1995年
- 『王朝女流日記を学ぶ人のために』久保朝孝編、世界思想社、1996年
- 『悲恋の古典文学』久保朝孝編、世界思想社、1997年
- 『端役で光る源氏物語』外山敦子共編、世界思想社、2009年
- 『女たちの光源氏』久保朝孝編、新典社選書、2014年

## 論文
- Cinii